# هينك جانسين
هينك جانسين (بالهولندية: Henk Janssen)‏ هو منافس ألعاب قوى هولندي، ولد في 17 يونيو 1890 في آرنم في هولندا، وتوفي بنفس المكان في 28 أغسطس 1969.

## وصلات خارجية
- هينك جانسين على موقع أوليمبيديا (الإنجليزية)